# Naar Isen binder
|  | Denne artikel er oprettet af botten PalnaBot ud fra en ekstern database. Den kan derfor have sproglige fejl eller mangler. Denne skabelon kan fjernes efter kontrol af indholdet. |

Naar Isen binder er en film instrueret af Petr Wied.

## Handling
Snevejr i hovedstadens gader - Sneen dækker landet - Indefrosne skibe i havnene - Isen binder de indre farvande - Inddragning af sommersømærker - Isbrydervirksomhed i Smålandsfarvandet - Skibe hjælpes fri af isen - Brydning i svær is - Samarbejde mellem isbryder og flyvemaskine - 'Lillebjørn' i svær is.